# Madonna (음반)
Madonna는 미국의 가수 마돈나의 셀프 타이틀 데뷔 음반으로, 시어 레코드를 통해 1983년 7월 27일 발매되었다. 음반은 1985년 유럽 시장을 위해 Madonna – The First Album이라는 제목의 리패키지 앨범으로 재발매했다. 1982년 마돈나는 뉴욕 시내에서 자신을 가수로 만드는동안 시어 레코드의 사장 시모어 스타인을 만났고, 마돈나의 노래 "Everybody"를 듣고 바로 레이블 계약을 체결했다. 마돈나는 시어와 계약을 체결한 후, 워너 브라더스의 프로듀서인 레지 루카스와 앨범 작업을 시작했다. 그러나, 루카스가 작업이 끝나기 전 작업을 그만둬 추가적인 도움을 요청하기로 결정했다.
추가적인 도움으로 당시 남자 친구였던 존 베니티즈로 결정돼 베니티즈는 트랙 리믹스의 대부분과 세 번째 싱글 "Holiday"를 작곡했다. Madonna의 전반적인 사운드는 조화되지않은 소리가 대부분이였으며, 업비트 디스코의 장르가 주를 이루었다. 그리고 린드럼, 모가 베이스, 오버하임 OB-X 등의 시대를 앞선 기술을 이용했다. 앨범의 수록곡들은 대부분 밝은 분위기였으며, 소녀같은 보컬로 불렀다. 또한 사랑에 대한 가사가 대부분이였다.
현재는 비평가들에게 좋은 평가를 받고있지만, 1983년 발매되었던 당시에는 부정적인 평가가 대부분이였다. 2008년 《엔터테인먼트 위클리》가 선정한 "지난 25년간 최고의 앨범 100" 순위 중 5위에 선정했다. 앨범은 빌보드 200 8위까지 올랐고, 프랑스, 오스트레일리아, 네덜란드, 뉴질랜드, 스웨덴, 영국에서 10위권에 진입하며 성공을 거뒀다. Madonna는 미국에서 500만 장 이상을 팔아 미국 음반 산업 협회로부터 다섯 번의 플래티넘 인증을 받았다. 세계적으로는 1,000만 장 이상을 팔아치웠다. 이 앨범에서 다섯 개의 싱글을 발매했는데, "Holiday"는 빌보드 핫 100 차트에 진입한 첫 싱글이였고, "Lucky Star"는 4위까지 올라가며 성공을 거뒀다. 1985년에는 앨범의 프로모션을 위해 The Virgin Tour를 진행했다.

## 수록곡
| #             | 제목                      | 작사·작곡                        | 재생 시간 |
| ------------- | ------------------------- | -------------------------------- | --------- |
| 1.            | 〈"Lucky Star"〉          | 레지 루카스, 리믹스: 존 베니티즈 | 5:37      |
| 2.            | 〈"Borderline"〉          | 루카스                           | 5:20      |
| 3.            | 〈"Burning Up"〉          | 루카스, 리믹스: 베니티즈         | 3:45      |
| 4.            | 〈"I Know It"〉           | 루카스                           | 3:47      |
| 5.            | 〈"Holiday"〉             | 베니티즈                         | 6:10      |
| 6.            | 〈"Think of Me"〉         | 루카스                           | 4:54      |
| 7.            | 〈"Physical Attraction"〉 | 루카스, remix: 베니티즈          | 6:39      |
| 8.            | 〈"Everybody"〉           | 마크 케민스                      | 4:57      |
| 총 재생 시간: | 총 재생 시간:             | 총 재생 시간:                    | 40:47     |

| #   | 제목                           | 작사·작곡        | 재생 시간 |
| --- | ------------------------------ | ---------------- | --------- |
| 9.  | 〈"Burning Up"〉 (12" Version) | 루카스           | 5:59      |
| 10. | 〈"Lucky Star"〉 ("New" Mix)   | 루카스, 베니티즈 | 7:15      |

## 차트 및 인증
| 차트(1983–84)                   | 최고 순위 |
| ------------------------------- | --------- |
| 오스트레일리아 켄트 뮤직 리포트 | 10        |
| 오스트리아 앨범 차트            | 15        |
| 캐나다 RPM 앨범 차트            | 16        |
| 네덜란드 앨범 차트              | 7         |
| 프랑스 앨범 차트                | 8         |
| 독일 앨범 차트                  | 28        |
| 일본 오리콘 앨범 차트           | 20        |
| 뉴질랜드 앨범 차트              | 6         |
| 스웨덴 앨범 차트                | 2         |
| 영국 음반 차트                  | 6         |
| 미국 빌보드 200                 | 8         |
| 미국 탑 알앤비/힙합 앨범        | 20        |

| 국가           | 인증        |
| -------------- | ----------- |
| 오스트레일리아 | 3× 플래티넘 |
| 프랑스         | 플래티넘    |
| 독일           | 독일        |
| 홍콩           | 플래티넘    |
| 네덜란드       | 플래티넘    |
| 뉴질랜드       | 플래티넘    |
| 스페인         | 골드        |
| 영국           | 플래티넘    |
| 미국           | 5× 플래티넘 |